# Constitution de la Monarchie romaine
 (avril 2012).
 (avril 2012).
Les dispositions constitutionnelles sous la Monarchie romaine sont centrées autour du roi. Il nomme ses propres assistants, leur déléguant des pouvoirs spécifiques. Le Sénat, dominé par l’aristocratie, sert de conseiller au roi. Il arrive souvent que le roi demande au Sénat de gérer divers problèmes, mais il est libre d’ignorer ses conseils. Le roi peut également demander l’avis des comices curiates (comitia curiata, l’assemblée populaire dans laquelle le peuple est réparti par curies). Celles-ci représentent un moyen pour le peuple de Rome d’exprimer ses opinions. Mais comme pour le Sénat, le roi peut passer outre au vote de cette assemblée pour prendre ses décisions.
Les comices curiates ont d’autres fonctions. C’est une assemblée utilisée par les citoyens pour prendre connaissance des annonces. Elles peuvent être aussi utilisées comme tribunal, jugeant des affaires civiles comme criminelles.
Quand un roi meurt, un interrex est nommé pour faciliter l’élection d’un nouveau roi. L’interrex doit trouver un prétendant afin de le soumettre au Sénat. Si celui-ci approuve le choix de l’interrex, les comices curiates procèdent à un vote électif. Si le prétendant est élu, le Sénat finalise l’élection. Le prétendant est alors déclaré roi par l’interrex.

## Sénat
Le mot « Sénat » dérive du mot latin « senex », qui signifie « vieil homme ». En fait, « Sénat » signifie littéralement « conseil des doyens ». Les populations indo-européennes ayant fondé Rome des siècles avant la légendaire fondation de Rome en 753 av. J.-C. sont structurées en communautés tribales. Ces communautés incluent souvent une assemblée de doyens issus de l’aristocratie.
Les premières familles romaines sont appelées gentes. Chaque gens constitue un agrégat de familles regroupées derrière un patriarche, appelé pater (le mot latin pour « père »). Il est le chef incontesté de la gens. Quand les premières gentes romaines se sont regroupées pour former une unique communauté, les patres des gentes dirigeantes ont été choisis pour former l’assemblée des doyens (ce qui deviendra le Sénat romain)>.
Les patres en sont venus à reconnaître la nécessité d’un dirigeant unique. Ils ont alors élu un roi (rex), investi de leurs pouvoirs souverains. Quand le roi meurt, son pouvoir revient naturellement aux patres.
Le Sénat de la Monarchie romaine ne peut se réunir que sur ordre du roi. Le Sénat a trois principales responsabilités. Il détient un pouvoir souverain, fonctionne comme un corps législatif de concert avec le peuple de Rome (qui peut se rassembler en curies) et sert de conseiller au roi.

### Rôle comme pouvoir souverain
Les patres qui occupent les rangs du premier Sénat détiennent un pouvoir absolu sur leurs gentes respectives. Comme le Sénat est formé des patres des gentes dirigeantes, leur domination individuelle sur leur propre gens se transforme en domination générale sur toutes les gentes de la communauté romaine. C’est l’origine des familles patriciennes.
Le roi est techniquement élu par le peuple. Néanmoins, en pratique, le Sénat choisit chacun des nouveaux rois de sorte que, les patres usant de leur autorité dans ce choix, ceux-ci deviennent l’incarnation de cette autorité. C'est-à-dire que le roi est investi d’une autorité absolue au même titre que le pater par rapport à sa gens, à ceci près que pour le roi, cette autorité absolue vaut pour l’état dans son intégralité.

### Rôle du Sénat dans l’élection d’un nouveau roi
La période séparant la mort du roi et l’élection de son successeur est appelé l’interregnum. L’interregnum est la seule période pendant laquelle le Sénat use de son pouvoir souverain. Quand le roi meurt, c’est un membre du Sénat (l’interrex) qui nomme un candidat à la succession. Après que le Sénat a donné son approbation au prétendant, celui-ci est officiellement élu par le peuple. Le Sénat donne ensuite son accord final.

### Rôle dans le processus législatif
Il serait incorrect de considérer les lois promulguées durant la Monarchie comme formant une législation à part entière. En effet, ces "lois" ne sont en fait que des décrets du roi, même s'il arrive souvent que le Sénat et les comices curiates (l’assemblée populaire) participent à leurs promulgations. Quelles que soient les décisions prises par ces deux assemblées, le roi reste de toute façon libre de les ignorer.

### Rôle comme conseiller du roi
Pendant la Monarchie romaine, le roi peut en toute liberté choisir d’ignorer les conseils du Sénat quelque ils soient, mais son influence reste indéniable.

## Assemblées législatives
Les assemblées législatives de la Monarchie romaine n’ont pas de réels pouvoirs politiques. Une de ces assemblées, les comices curiates, possède théoriquement un pouvoir législatif. Les fonctions de l’autre assemblée, les comices calates, sont purement religieuses.

### Curies
Durant les années de la Monarchie, le peuple de Rome est organisé en curies, au nombre de trente. L’appartenance à une curie est héréditaire. La curie représente la division de base des deux assemblées populaires.
Selon la légende, les premières curies ont été fondées par le premier roi, Romulus. Il est possible que leur organisation ait été représentative de la répartition ethnique de la population dans Rome pendant la Monarchie et le début de la République. Dix curies sont constituées de Latins, dix autres de Sabins et enfin dix autres d’Étrusques.

### Comices curiates
Les comices curiates sont la seule assemblée populaire ayant la moindre signification politique durant la période de la Monarchie romaine. Elles sont organisées sur la base des trente curies. Le roi préside l’assemblée et y soumet des décrets pour ratification. Un interrex la préside durant les périodes d’intérim entre deux rois (l’interregnum), et aussi pour l’élection d’un nouveau roi.
Cette assemblée peut se réunir pour quatre raisons : l’élection d’un nouveau roi, prendre connaissance des annonces, écouter un appel ou voter les décisions législatives.
- après la mort du roi, l’interrex choisit un candidat à la succession[10]. Après que les prétendants ont reçu l’approbation du Sénat, l’interrex tient les élections officielles devant les comices curiates. Après que celles-ci l’ont élu, le Sénat ratifie l’élection.
- deux fois par mois (pour les calendes et les nones), cette assemblée se réunit pour prendre connaissance des annonces[14]. Celles-ci concernent généralement le calendrier.
- les appels entendus par l’assemblée traitent souvent de questions concernant les gentes (« familles »)[15]. L’assemblée a alors les pouvoirs d’un tribunal. Pendant deux jours fixés au printemps, l’assemblée se réunit au sujet des vœux et adoptions (adrogatio)[14]. Toutes les autres réunions se font si besoin est[14]. L’assemblée gère la plupart du temps ces divers problèmes sous la présidence du pontifex maximus[13].
- elle est responsable de la ratification des lois et (théoriquement) de l’élection du roi. Mais l’assemblée n’a en fait aucun réel pouvoir décisionnel.

### Comices calates
Les comices calates (« assemblée calate ») sont la plus vieille des assemblées romaines. On en sait très peu à son sujet. Comme les comices curiates, les comices calates sont organisées sur la base des trente curies. Le but de cette assemblée est de décider des diverses affaires religieuses (tel que l’intronisation des prêtres et la sélection des futures vestales). Le pontifex maximus préside cette assemblée.

## Magistrats de l’exécutif
Pendant la Monarchie romaine, le roi est le seul magistrat. Son pouvoir, en pratique, est absolu. Le roi peut avoir plusieurs assistants. Quand un roi meurt, un interrex est nommé pour faciliter l’élection d’un nouveau roi.

### Roi de Rome
Le roi cumule les pouvoirs exécutif, religieux, judiciaire et législatif. Il est également le seul commandant en chef des armées.
Le roi de Rome est techniquement élu par le peuple de Rome. Néanmoins, en pratique, c’est le Sénat qui détient réellement le pouvoir d’élire un nouveau roi.
La période entre la mort d’un roi et l’élection de son successeur est appelé l’interregnum. Durant cette période, le Sénat choisit un interrex. L’interrex nomme alors un prétendant au trône, ce choix étant soumis au vote du Sénat. Si le Sénat vote en faveur de ce prétendant, celui-ci se présente aux élections officielles, c'est-à-dire le vote du peuple par l’intermédiaire des comices curiates (l'assemblée populaire). Après que le prétendant a été élu par les comices curiates, le Sénat ratifie l’élection usant son auctoritas patrum. L’interrex déclare alors le prétendant comme nouveau roi.
Le nouveau roi prend ensuite les auspices, et est investi de l’imperium par application de la lex curiata de imperio par les comices curiates.
Selon Salluste, l’imperium que possède le roi (consécutif à l’application de la lex curiata de imperio par les comices curiates) est connu sous le nom d’imperium legitimum. Cela signifie probablement que la seule limite imposée au roi est qu’il respecte le mos maiorum. Dans la pratique, cela n’entraîne aucune réelle restriction de pouvoir.
Parfois, le roi accepte des restrictions de son pouvoir. Typiquement, le roi voudra qu’une déclaration de guerre soit ratifiée par les comices curiates avant de s’engager. Une telle ratification n’est pas nécessaire, mais assure au roi le soutien du peuple (qui combattra dans cette guerre).

### Assistants du roi
Plusieurs officiers peuvent être choisis pour assister le roi.
Quand le roi quitte la ville, un substitut (le praefectus urbi ou « préfet de la ville ») dirige la ville à la place du roi absent. Le roi a également deux questeurs (quaestores parricidii) comme assistants généraux. Plusieurs magistrats, connus comme duumviri perduellionis, assistent le roi durant les cas de trahison. Pendant une guerre, le roi délègue occasionnellement le commandement de la cavalerie au tribunus celerum.

### Interrex
Quand le roi (du latin rex) meurt, ses pouvoirs sont transférés au Sénat. La période suivant la mort du roi qui s’achève par l’élection de son successeur, est appelée l’interregnum. Quand un interregnum commence, un interrex est nommé.
La méthode selon laquelle le premier interrex est choisi pour un interregnum donné reste inconnue. Néanmoins, ce que l’on sait, c’est que chaque interrex doit libérer son poste après cinq jours et nommer un successeur.
La seule différence entre le roi et l’interrex reste la durée limitée de sa prise du pouvoir. L’interrex possède le même pouvoir que le roi. Bien qu’il serve à faciliter la transition d’un roi à l’autre, les pouvoirs de l’interrex ne se limitent pas à cette seule tâche.

## Transition de la Monarchie à la République
Selon la légende, la Monarchie romaine prend fin quand le dernier roi, Tarquin le Superbe, est banni de la ville. Il est renversé parce qu'il use de ses pouvoirs pour instituer une tyrannie. Les abus de Tarquin sont si extrêmes que le Sénat et le peuple de Rome voient le concept même de la monarchie comme odieux. Le Sénat décide d'élire deux chefs, appelés « préteurs » (la magistrature qui devient le consulat républicain). Les préteurs (consuls) possèdent les mêmes pouvoirs que le roi, à deux exceptions-clés près. Premièrement, les deux ont un droit de veto sur les actes de leur collègue. Deuxièmement, le mandat de leur magistrature est limité à une seule année. Ces deux restrictions limitent énormément leur pouvoir (par rapport au roi) et réduisent grandement les risques qu'une autre tyrannie soit établie.
Selon la tradition romaine, la monarchie est renversée en 509 av. J.-C. Quelques légendes suggèrent que la constitution monarchique diffère radicalement de la constitution républicaine naissante. Il est plus probable qu'il y ait eu une transition plus graduelle. Il se peut qu'il y ait eu un renversement rapide de la monarchie, mais le seul changement immédiat à ce moment-là est le remplacement du roi par une magistrature à deux têtes limitée en temps. Les autres changements dans la constitution se sont probablement produits plus progressivement que la tradition le suggère.